# Les Cèdres
Les Cèdres är en kommun och tätort (centre de population) i provinsen Québec i Kanada. Den ligger i regionen Montérégie, i den sydöstra delen av landet, 130 km öster om huvudstaden Ottawa. Kommunen bildades 1985 genom sammanslagning av bykommunen med samma namn och socknen Saint-Joseph-de-Soulanges.